# 卡尔达斯德雷斯
卡尔达斯德雷斯，是西班牙加利西亚自治区蓬特韦德拉省的一个市镇。 总面积68平方公里，总人口9477人（2001年），人口密度139人/平方公里。